# Камышино-Курское сельское поселение
Камышино-Курское се́льское поселе́ние — муниципальное образование в Муромцевском районе Омской области Российской Федерации.
Административный центр — село Камышино-Курское.

## История
Статус и границы сельского поселения установлены Законом Омской области от 30 июля 2004 года № 548-ОЗ «О границах и статусе муниципальных образований Омской области»

## Население
| 2010  | 2011  | 2012  | 2013  | 2014  | 2015  | 2016  |
| ----- | ----- | ----- | ----- | ----- | ----- | ----- |
| 1309  | ↘1304 | ↘1277 | ↘1254 | ↘1202 | ↘1187 | ↗1200 |
| 2017  | 2018  | 2019  | 2020  | 2021  | 2023  |       |
| ↘1187 | ↘1162 | ↘1137 | ↘1119 | ↘942  | ↘909  |       |

## Состав сельского поселения
| № | Населённый пункт     | Тип населённого пункта       | Население |
| - | -------------------- | ---------------------------- | --------- |
| 1 | Камышино-Воронежское | деревня                      | ↘195      |
| 2 | Камышино-Курское     | село, административный центр | ↗890      |
| 3 | Качесово             | деревня                      | ↘217      |
| 4 | Моисеевка            | деревня                      | ↘7        |